# Superluta
Superluta, ou Super-Luta, é um termo usado em esportes de combate, principalmente Boxe e MMA, para designar combates contra grandes nomes de outras divisões, mas em peso combinado, ou, no caso do boxe, entre lutadores campões em franquias diferentes.

## Definição
É preciso definir corretamente "Superluta" para não gerar controvérsias. Para exemplificar este fato, tem-se 2 exemplos:

1- Georges St. Pierre lutou duas vezes contra B.J. Penn, em 2006 e 2009, porém, somente a 2a luta é considerada uma Superluta. Este fato é explicado pois em 2006 nenhum deles havia conquistado cinturões.

2-Anderson Silva x Chael Sonnen recebeu a alcunha de "Luta do Século" mas não é considerada uma superluta.
O jornal Lance! definiu super-luta como aquela que "envolve dois excelentes lutadores, gera uma repercussão mundial e tem tudo para tirar o fôlego dos fãs".
Dana White, presidente do UFC, definiu seu próprio conceito de superluta. Para ele “uma ‘superluta’ significa um Georges St. Pierre x Anderson Silva, um Anderson Silva x Jon Jones ou algo do tipo, caras que mantiveram seus títulos e quase limparam uma divisão inteira”. Mas, para ele, "quando existe uma certa diferença de peso entre dois lutadores, não é uma superluta, mas sim uma luta estúpida". Seguindo esse princípio, uma provável super-luta entre Georges St. Pierre e Jon Jones não irá nunca acontecer, pois "o primeiro pesa 77 kg e o outro tem uns 105 kg”.
Para Jorge Corrêa, colunista do "Blog Na Grade do MMA", do portal Uol, "uma superluta só faz sentido se os participantes delas estiverem em alta. Cada vez que você coloca Anderson, GSP ou Jones para lutar sem ser entre eles, você corre o risco de que eles percam. Com derrota, não tem superluta."
Essa última definição ("uma superluta só faz sentido se os participantes delas estiverem em alta") é importante. Em 2006, o UFC pôs frente-a-frente Royce Gracie, uma lenda do MMA, mas que estava aposentado a um tempo, contra Matt Hughes, então campeão dos médios. A luta acabou ainda no 1o round, com Hughes derrotando facilmente seu oponente, frustando os amantes das "superlutas".

## Lista de Superlutas
No UFC, durante anos, superlutas entre dois campeões ou grandes nomes do UFC sempre foram esperados pelos fãs e especuladas pela imprensa, mas nunca se concretizaram. Porém, na história do MMA, algumas superlutas chegaram a acontecer. São elas:
- Wanderlei Silva (então campeão do PRIDE) x Chuck Liddell (campeão do UFC).[2]

No boxe, as superlutas são mais comuns. E algumas que chegaram a acontecer, receberam a alcunha de "Luta do Século" (mesmo que o combate em si não tenha sido dos melhores). São elas:
- 1910 - Jack Johnson x James Jefferies
- 1938 - Joe Louis x Max Schmeling
- 1975 - Muhammad Ali x Joe Frazier
- 2015 - Floyd Mayweather Jr. x Manny Pacquiao
- 2015 - Todo Duro x Holyfield